# Enzo Hervé
Enzo Hervé (Francia, 13 de octubre de 1998) es un jugador profesional francés de rugby que se desempeña en la posición de apertura en Rugby Club Toulonnais, equipo perteneciente a la liga Top 14.

## Carrera
Hervé es un jugador de formación francesa (JIFF). En 2004 comenzó su carrera deportiva con el equipo RC Buguois, en el cual jugó nueve temporadas (2004-2013), después pasó a Club Athlétique Brive-Corrèze (2013-2023), luego a Rugby Club Toulonnais, donde lleva jugando una temporada.